# Zdeněk Nehoda
Zdeněk Nehoda (* 9. Mai 1952 in Hulín) ist ein ehemaliger tschechoslowakischer Fußballspieler, Spielervermittler und Jurist. Er ist Inhaber der höchsten tschechischen Fußballtrainerlizenz. Zdeněk Nehoda ist verheiratet und hat zwei erwachsene Söhne, Michal und David, die beide ebenfalls Fußballprofis waren.

## Spielerkarriere
Der ehemalige tschechoslowakische Nationalspieler begann seine Karriere in Hulín. Zur Saison 1967/68 verpflichtete den Stürmer der TJ Gottwaldov, mit dem er 1969 17-jährig in der 1. Liga debütierte. 1971 wechselte er zu Dukla Prag, wo er bis 1983 blieb, drei Meisterschaften gewann und zweimal Pokalsieger wurde.
Anfang 1983 ging er zum damaligen Zweitligisten SV Darmstadt 98, für den er bis Dezember 1983 in 32 Spielen 14 Tore erzielte. Anschließend wechselte er nach Belgien zu Standard Lüttich, wo er ein halbes Jahr blieb. Für zwei Jahre spielte er danach für den FC Grenoble. Von 1986 bis 1993 war er Spieler und später Spielertrainer des österreichischen SC Amaliendorf.
Zdeněk Nehoda absolvierte 345 Spiele in der 1. tschechoslowakischen Liga und erzielte 145 Tore.
Für die tschechoslowakische Nationalmannschaft absolvierte er 90 Länderspiele und schoss dabei mit 31 Treffern die zweitmeisten Tore, damit ist er tschechoslowakischer Rekordnationalspieler. Er wurde 1976 mit der Tschechoslowakei Fußballeuropameister und 1980 Dritter bei der Fußball-Europameisterschaft 1980 in Italien. Er nahm an der Fußball-Weltmeisterschaft 1982 teil, schied aber mit der Tschechoslowakei nach der Vorrunde aus. In den Qualifikationsspielen zur Fußballeuropameisterschaft 1976 erzielte er in sieben Einsätzen vier Tore und qualifizierte sich mit der Nationalmannschaft von Trainer Václav Ježek als Gruppensieger vor England und Portugal für die EM-Endrunde vom 16. bis 20. Juni 1976 in Jugoslawien. In den Qualifikationsspielen zur EM 1980 in Italien brachte er es in der Mannschaft von Trainer Jozef Vengloš in drei Einsätzen auf zwei Tore.

## Spielerberater
Noch bevor Zdeněk Nehoda offiziell lizenzierter Spieleragent wurde, arbeitete er 1991 als Manager bei Dukla Prag, von 1992 bis 1994 war er in selber Position bei Sparta Prag tätig. 1995 war er kurzzeitig Manager bei Union Cheb.
Seit 1995 ist er mit seiner eigenen Firma NEHODA-FOTBAL s.r.o. als Spielerberater tätig, zu den von ihm vertretenen Spielern gehören beispielsweise Pavel Nedvěd oder Tomáš Řepka.